# Wisła (Stadt)
Wisła [ˈvʲiswa] ⓘ (deutsch Weichsel, 1939–1945 Weichsel O.S., 1945 Hohenweichsel) ist eine Stadt im Powiat Cieszyński in der Woiwodschaft Schlesien in Polen.
Sie liegt in den Schlesischen Beskiden am gleichnamigen Fluss Weichsel, der etwa zehn Kilometer südöstlich der Stadt entspringt.
Die Stadt ist ein Zentrum des Wintersports sowie der Lutheraner in Polen.

## Lage

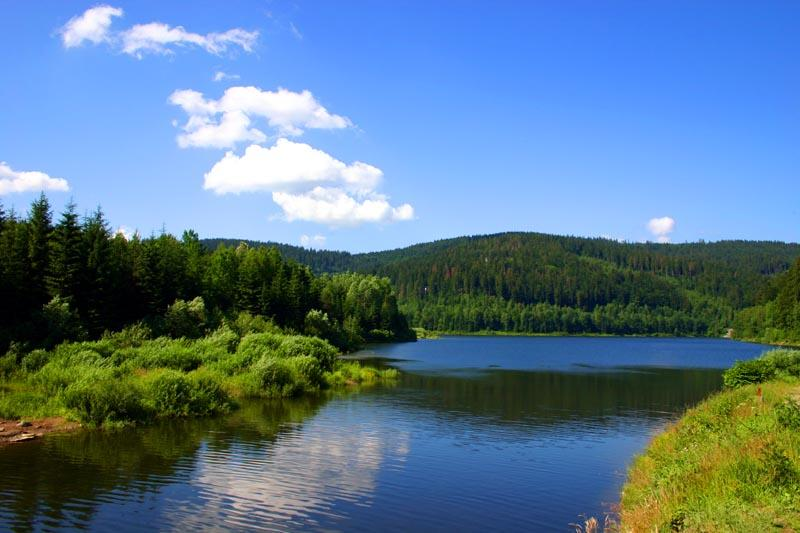
Jezioro Czerniańskie

Wisła liegt inmitten der Schlesischen Beskiden am Fuße der Barania Góra (1220 m über dem Meeresspiegel) im Osten und des Stożek Wielki (978 m über dem Meeresspiegel) im Südwesten. Die angrenzenden Gemeinden sind Brenna und Ustroń im Norden, Szczyrk im Nordosten, Lipowa, Radziechowy-Wieprz und Milówka im Osten, Istebna im Süden und Tschechien im Westen.
Das Zentrum des Ortes liegt auf einer Höhe von 430 m und die umliegenden Täler auf Höhen von 300–600 m. Das Gemeindegebiet reicht bis auf 1220 m (im Gipfel der Barania Góra) hinauf.
An der Barania Góra entspringen die Quellflüsse der Weichsel, die Czarna und die Biała Wisełka, die sich zusammen mit der Malinka zur Weichsel in dem Stausee Jezioro Czerniańskie oberhalb des Ortskerns vereinen.
Wisła hat eine Fläche von 110,26 km², darin enthalten sind 19 % Ackerland und 74 % Wald. Damit macht das Gemeindegebiet von Wisła ca. 5 % der Gesamtfläche von Teschen-Schlesien aus.

## Stadtgliederung

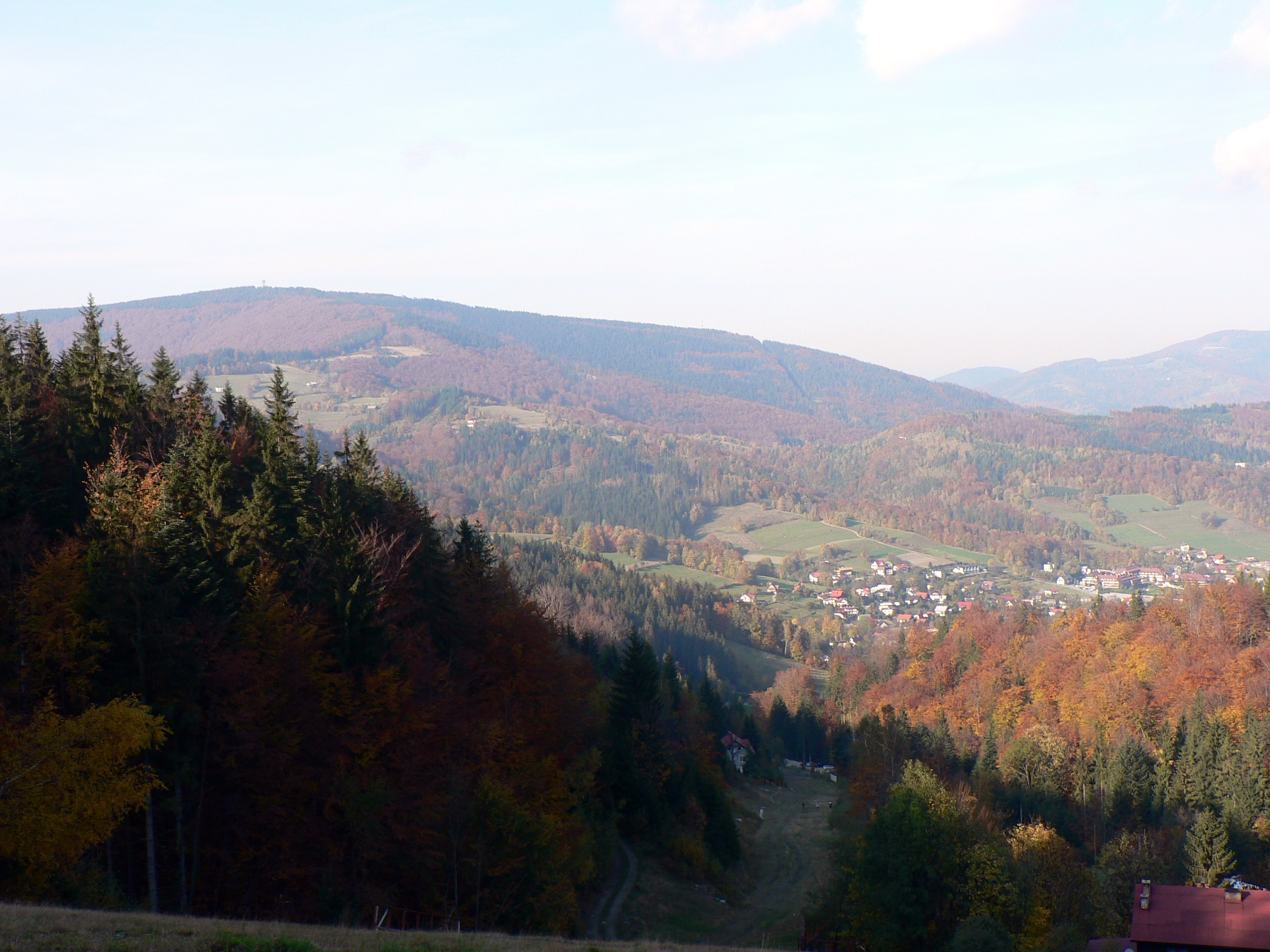
Ortsteil Jawornik

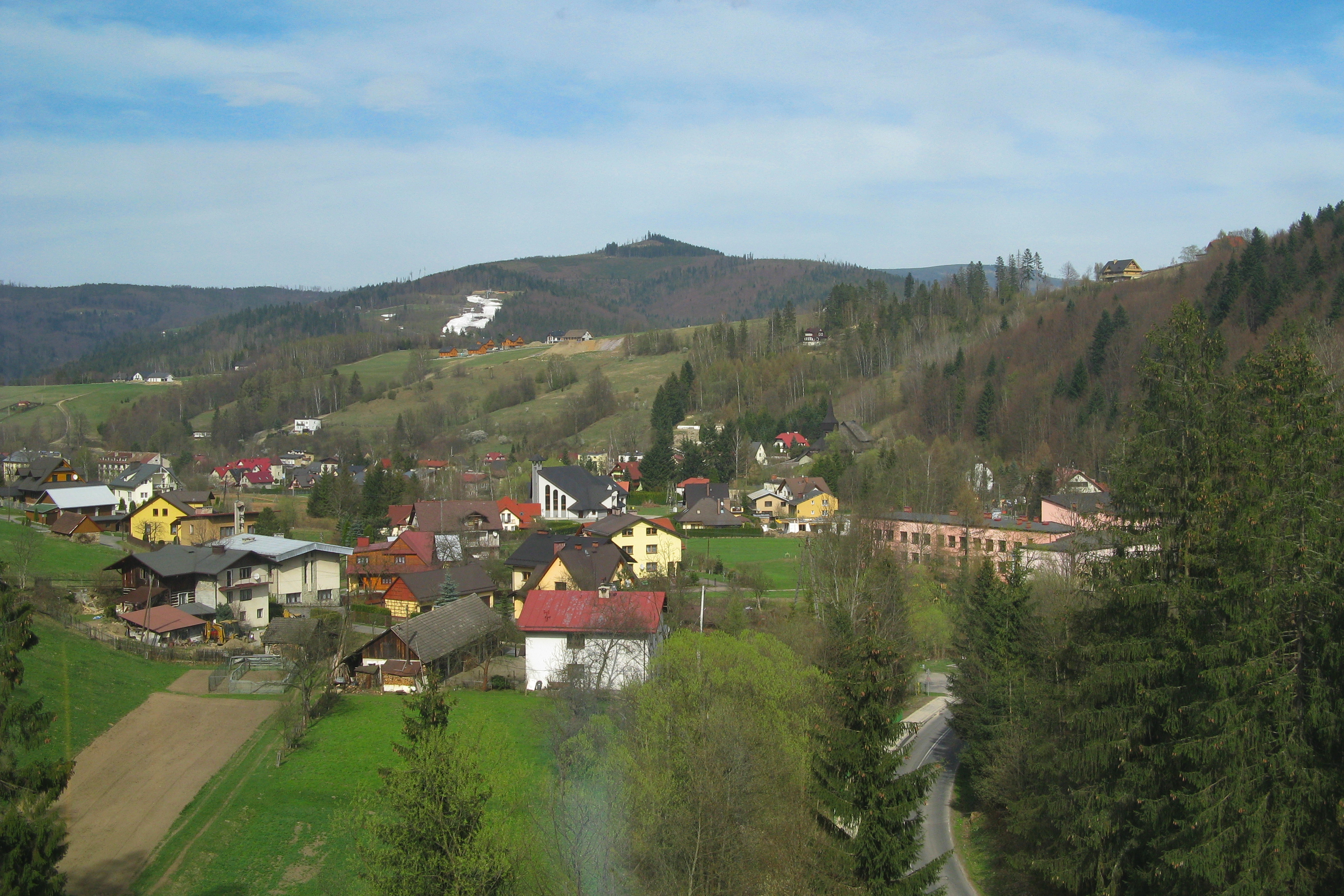
Ortsteil Głębce

Die Stadt Wisła gliedert sich seit 1991 in die folgenden sieben Stadtteile:
- Wisła-Centrum (Nr. 1)
- Obłaziec (Nr. 2)
- Jawornik (Nr. 3)
- Głębce (Nr. 4)
- Malinka (Nr. 5)
- Czarne (Nr. 6)
- Nowa Osada (Nr. 7)

Weitere historische Ortsteile sind:
- Obłaziec (A)
- Bukowa (B)
- Jawornik (C)
- Zdejszy (D)
- Centrum (E)
- Partecznik (F)
- Jarzębata (G)
- Dziechcinka (H)
- Jurzyków (I)
- Łabajów (J)
- Głębce (K)
- Kopydło (L)
- Gościejów (Ł)
- Nowa Osada (M)
- Malinka (N)
- Czarne (O)

sowie
- Cieńków
- Gahura
- Tokarnia

## Geschichte
Zu Beginn des 17. Jahrhunderts wurde das Waldgebiet zwischen Schlesien, Polen und der zu Ungarn gehörigen Slowakei von evangelischen Glaubensflüchtlingen, Holzfällern und Walachen besiedelt. Die Bewohner lebten vorwiegend von der Waldwirtschaft und als Schafzüchter und Hirten auf den umliegenden Almen. Die erste urkundliche Erwähnung wird auf 1615 datiert. Es handelt sich um eine Urkunde, in der die Abgaben der Müller in Wisła an die Feudalherren in Cieszyn geregelt werden.
Wisła wurde zum Sitz eines walachischen Woiwoden.
1643 wurde Wisła auf Betreiben von Elisabeth Lukretia in das Urbar der Fürsten von Teschen aufgenommen. Aus dem Folgejahr stammt das älteste erhaltene Grundbuch des Ortes. 1653 kam der Ort an die Habsburger, die im Zuge der Gegenreformation die erste evangelische Kirche in Wisła abreißen ließen. Gleichwohl strömten weiterhin protestantische Glaubensflüchtlinge in den Ort und die protestantischen Gottesdienste wurden im Geheimen in den Wäldern der Schlesischen Beskiden gefeiert.
Wisła, das fast ausschließlich evangelische Bewohner hatte, erhielt erst durch das Toleranzpatent Kaiser Josephs II. 1782 wieder das Recht zum Bau einer evangelischen Kirche. 1783 entstand die erste Schule in Wisła.
1837 wurde eine Verbindungsstraße zwischen Wisła und Ustroń angelegt, womit der Ort an das Straßennetz angeschlossen wurde. Im Folgejahr wurde der Bau der evangelischen Peter-und-Paul-Kirche beendet. 1856 erhielten auch die Katholiken im Ort eine gemauerte Kirche.
Wisła erwarb sich bereits zu Anfang des 19. Jahrhunderts einen Ruf als Kur- und Erholungsort. 1810 erfolgte der erste dokumentierte Aufstieg auf die Barania Góra von Wisła. Wincenty Pol besuchte den Ort 1843 und erforschte die Weichselquellen. Als Begründer des Tourismus in Wisła gilt Bogumił Hoff, ein Mitarbeiter Oskar Kolbergs. Auch Julian Ochorowicz hat sich um die Entwicklung des Orts verdient gemacht. Zum Ende des 19. Jahrhunderts begann der touristische Aufschwung Weichsels zu einer bekannten Sommerfrische. In den 1880er Jahren entstanden die ersten Villen und Pensionen. Um 1900 besuchten zahlreiche Schriftsteller und Literaten den Ort, unter anderem der spätere Literaturnobelpreisträger Władysław Reymont, Bolesław Prus und Maria Konopnicka. Gleichzeitig ging die Almwirtschaft zurück und die viele Almen wurden wegen des steigenden Holzbedarfs des seit dem 18. Jahrhundert entwickelten Hüttenwesens aufgeforstet.
Gemäß der Volkszählung von 1900 hatte der Ort 555 Gebäude und eine Fläche von 11.002 ha, auf der 4685 Menschen lebten, was eine Bevölkerungsdichte von 42,6 Personen/km² ergab. Davon waren 94,4 % Lutheraner, 5,3 % Katholiken und 0,3 % Juden. 98,7 % waren polnischsprachig, 1,3 % deutschsprachig und eine Person sprach Tschechisch als Muttersprache.
Wisła kam nach dem Ersten Weltkrieg an die Zweite Polnische Republik. Der Ort entwickelte sich in der Zwischenkriegszeit zu einem der bedeutendsten Kurorte in den polnischen Karpaten neben Zakopane. Es entstanden ein Kurhaus, mehr als hundert Villen und Pensionen sowie zahlreiche Sporteinrichtungen, unter anderem eine Skisprungschanze.
1927 erhielt Wisła eine asphaltierte Verbindungsstraße mit Cieszyn und ein regulärer Busverkehr mit Cieszyn und Katowice wurde eingerichtet. 1929 erhielt der Ort einen Eisenbahnanschluss, der 1932 bis nach Głębce verlängert wurde. Im selben Jahr wurde die Passstraße nach Istebna fertiggestellt. Wisła war mit einer Ausdehnung von 110 km² das Dorf mit der größten Gemeindefläche in der Autonomen Woiwodschaft Schlesien.
Nach dem Überfall auf Polen 1939 wurde Weichsel völkerrechtswidrig dem Deutschen Reich einverleibt und gehörte dem Landkreis Teschen an. Er wurde zunächst in Weichsel O.S. und später in Hohenweichsel umbenannt. Die Kureinrichtungen wurden von der Wehrmacht genutzt. 1946 wurde der Ort von den Partisaneneinheiten Henryk Flames von den neuen kommunistischen Machthabern erobert und kurzzeitig gehalten.
Nach dem Zweiten Weltkrieg wurde der Ort Teil der Volksrepublik Polen. Die Inhaber der Villen und Pensionen wurden enteignet. Gleichzeitig wurde der Ort als Erholungsort für die Arbeiterschicht der oberschlesischen Industrieregion erschlossen. Es entstanden Ferienanlagen und Campingplätze für die Arbeiterschicht. 1962 erhielt Wisła das Stadtrecht. 1968 wurde die Passstraße nach Szczyrk über den Salmopolska-Pass fertiggestellt.
Nach der Wende wurden zahlreiche neue Ferieneinrichtungen errichtet, von denen das 2003 eröffnete Hotel Gołębiewski mit fast 600 Ferienzimmern die größte ist. 2008 wurde die ausgebaute Skisprungschanze Malinka wieder in Betrieb genommen.

## Religion

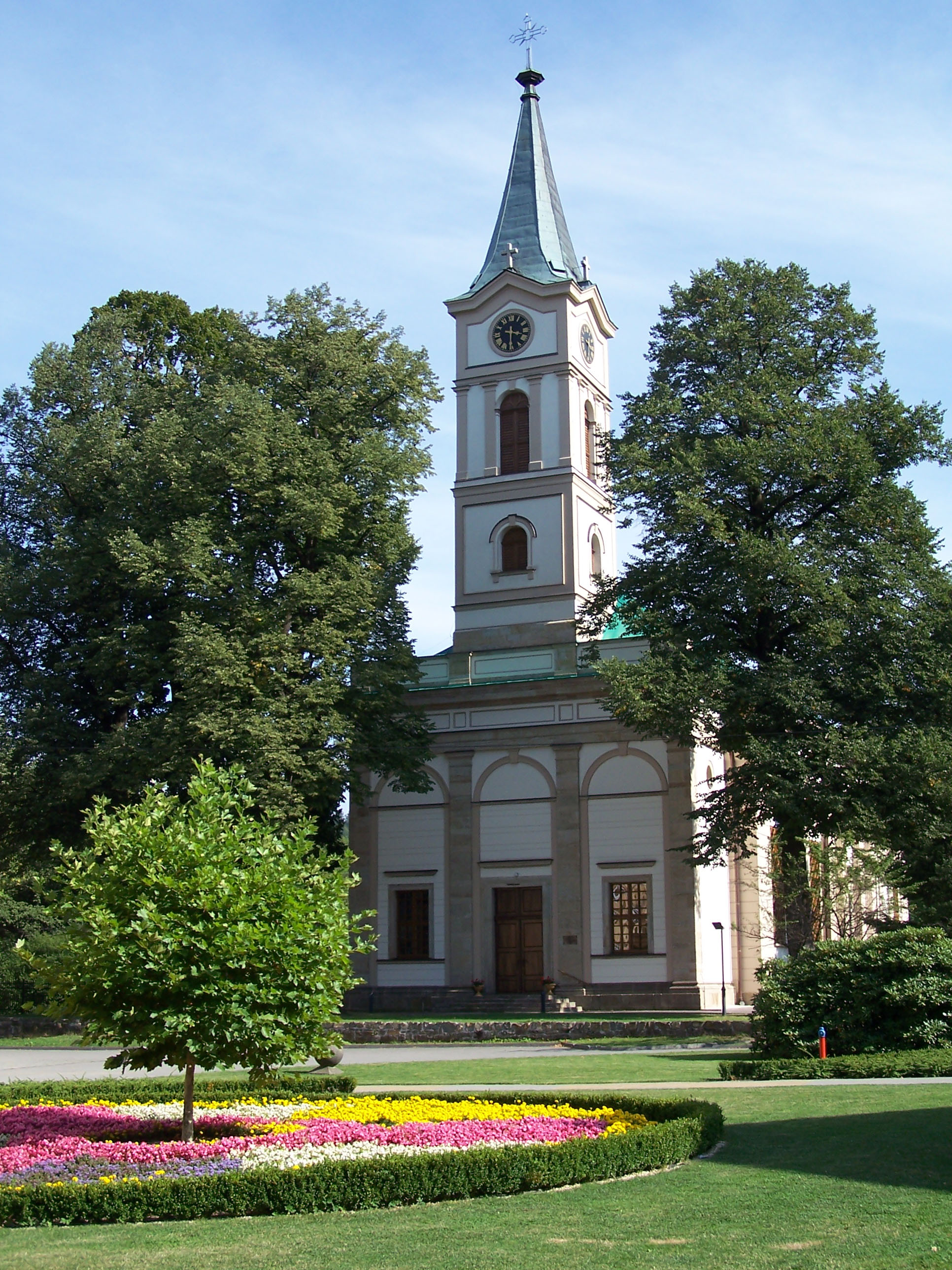
Evangelische Kirche

Die Schlesischen Goralen bewahren ihr Brauchtum, ihre Trachten, Lebensweise und Baukunst bis heute. Außerdem ist in Wisła auch heute noch der protestantische Glaube (Evangelisch-Augsburgische Kirche in Polen) von großer Bedeutung, zumal es die einzige Stadt in Polen ist, in der die Mehrheit der Bewohner dieser Glaubensgemeinschaft angehört. In Wisła gibt es fünf lutherische Pfarreien, zu denen 57,5 % der Einwohner gehören, drei katholische Pfarreien, zu denen 21,2 % der Einwohner gehören, sowie zehn weitere Pfarreien kleinerer protestantischer Glaubensrichtungen. Evangelikale Christen sind meist Nachfahren von USA-Emigranten, die Anfang des 20. Jahrhunderts zurück nach Wisła kamen.

## Verkehr

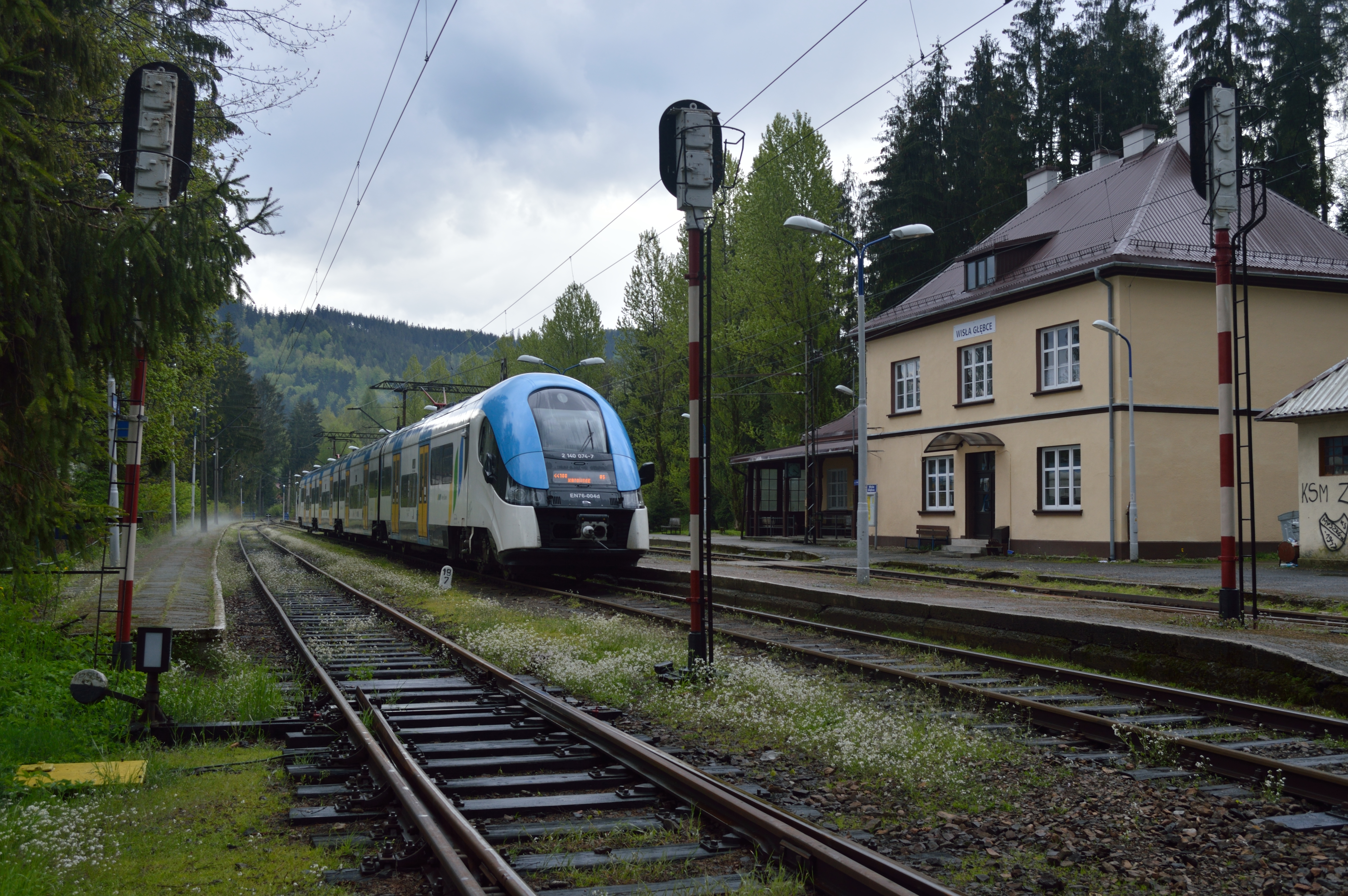
Bahnhof Wisła Głębce

Die Woiwodschaftsstraße Droga wojewódzka 941 führt durch Wisła in Nord-Süd-Richtung. Sie beginnt im Süden bei Istebna und führt über Wisła und Ustroń nach Harbutowice, wo sie an das polnische Autobahnen- und Schnellstraßennetz Anschluss findet, konkret die S52 und die DK81.
Die Woiwodschaftsstraße Droga wojewódzka 942 führt von Wisła nach Osten über den Salmopolska Pass nach Bielsko-Biała.
Die nächstgelegenen Flughäfen sind der Flughafen Johannes Paul II. bei Krakau und der Flughafen Katowice.
Die Bahnstrecke Nr. 191 verbindet Wisła mit Goleszów und von dort weiter mit Katowice und den anderen Städten Oberschlesiens. Es bestehen die Bahnhöfe Wisła Głębce und Wisła Uzdrowisko und die Haltepunkte Wisła Dziechcinka, Wisła Kopydło und Wisła Obłaziec.

## Tourismus

### Sehenswürdigkeiten

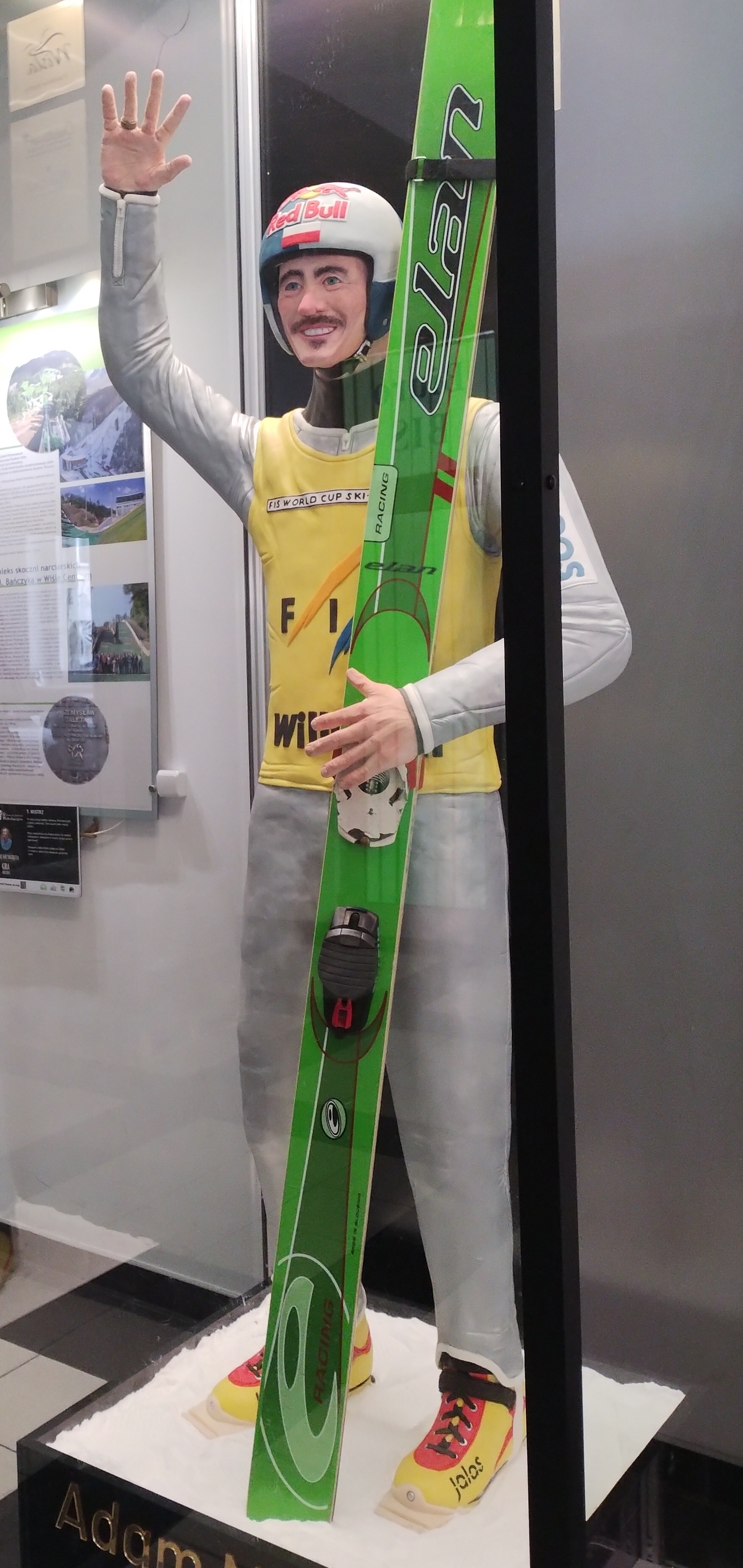
Eine neue Figur, die Adam Małysz darstellt, wurde 2023 enthüllt

- Das Beskidenmuseum in Wisła (Muzeum Beskidzkie w Wiśle) ist in einem historischen Gebäude im Zentrum von Weichsel untergebracht. Ursprünglich befand sich dort ein Wirtshaus aus dem 18. Jahrhundert.
- Die katholische Holzkirche Heiligkreuz aus dem 16. Jahrhundert wurde 1983 nach Wisła gebracht.
- Holzarchitektur aus dem 19. Jahrhundert im Freilichtmuseum, das zum Beskidenmuseum gehört.
- Das alte evangelische Pfarrbaus wurde 1807 im klassizistischen Stil erbaut.
- Die alte evangelische Schule wurde 1824 im klassizistischen Stil erbaut.
- Die evangelische Kirche St. Peter und Paul wurde 1838 im klassizistischen Stil erbaut.
- Die katholische Marienkirche wurde 1856 im klassizistischen Stil erbaut.
- Das Hotel Piast von 1885 ist das älteste erhaltene Hotel in der Stadt.
- Das Habsburger Jagdschlösschen von 1897 stand ursprünglich auf den Hängen der Barania Góra und wurde später in die Ortsmitte verbracht. Seit 1987 wird es als PTTK-Berghütte genutzt.
- Das Präsidentenschloss wurde 1930 im Stil der Moderne von Adolf Szyszko-Bohusz erbaut.
- Zahlreiche Villen aus der vorletzten Jahrhundertwende.
- Schokoladendenkmal für Adam Małysz

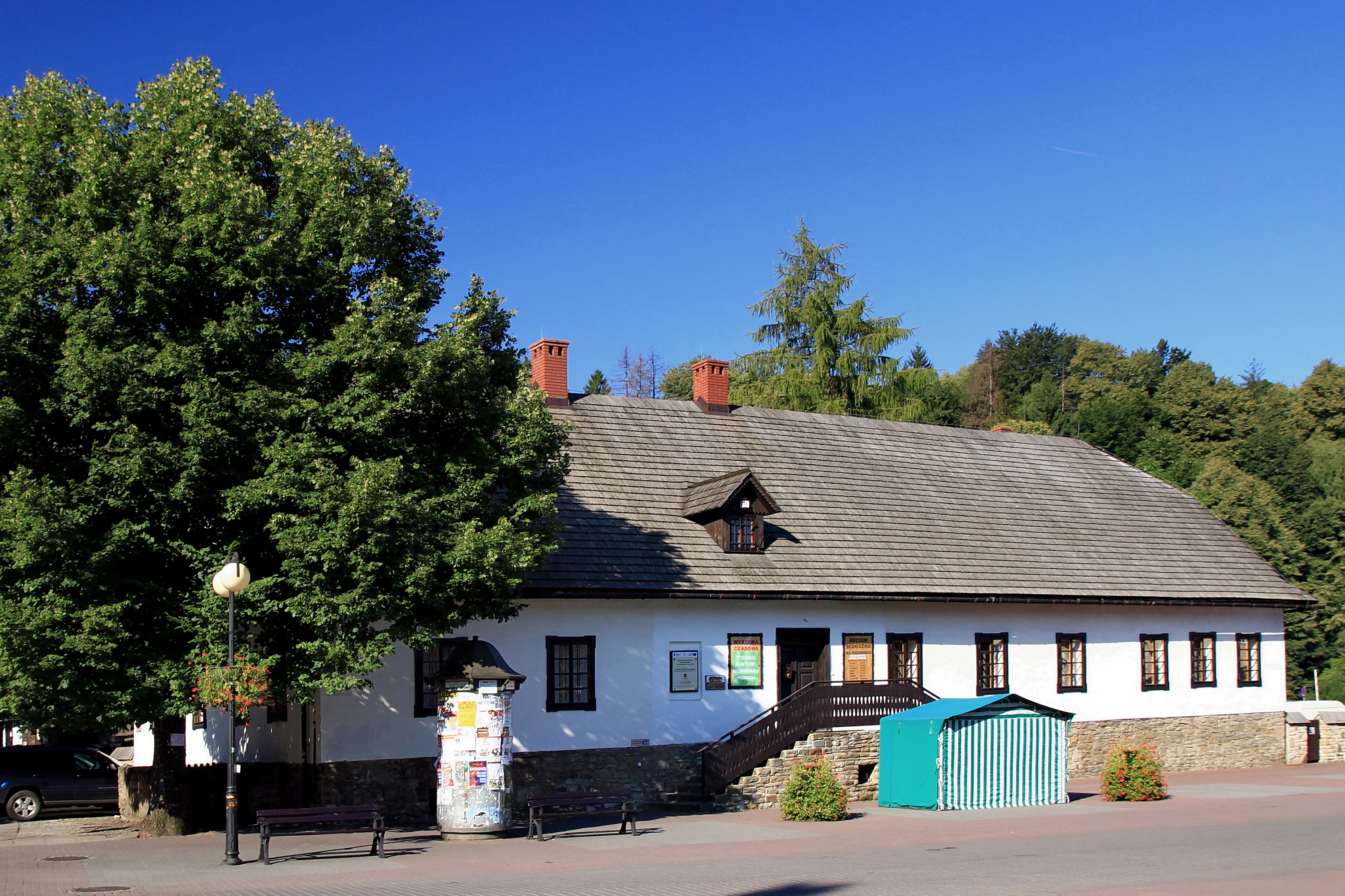
Beskidenmuseum
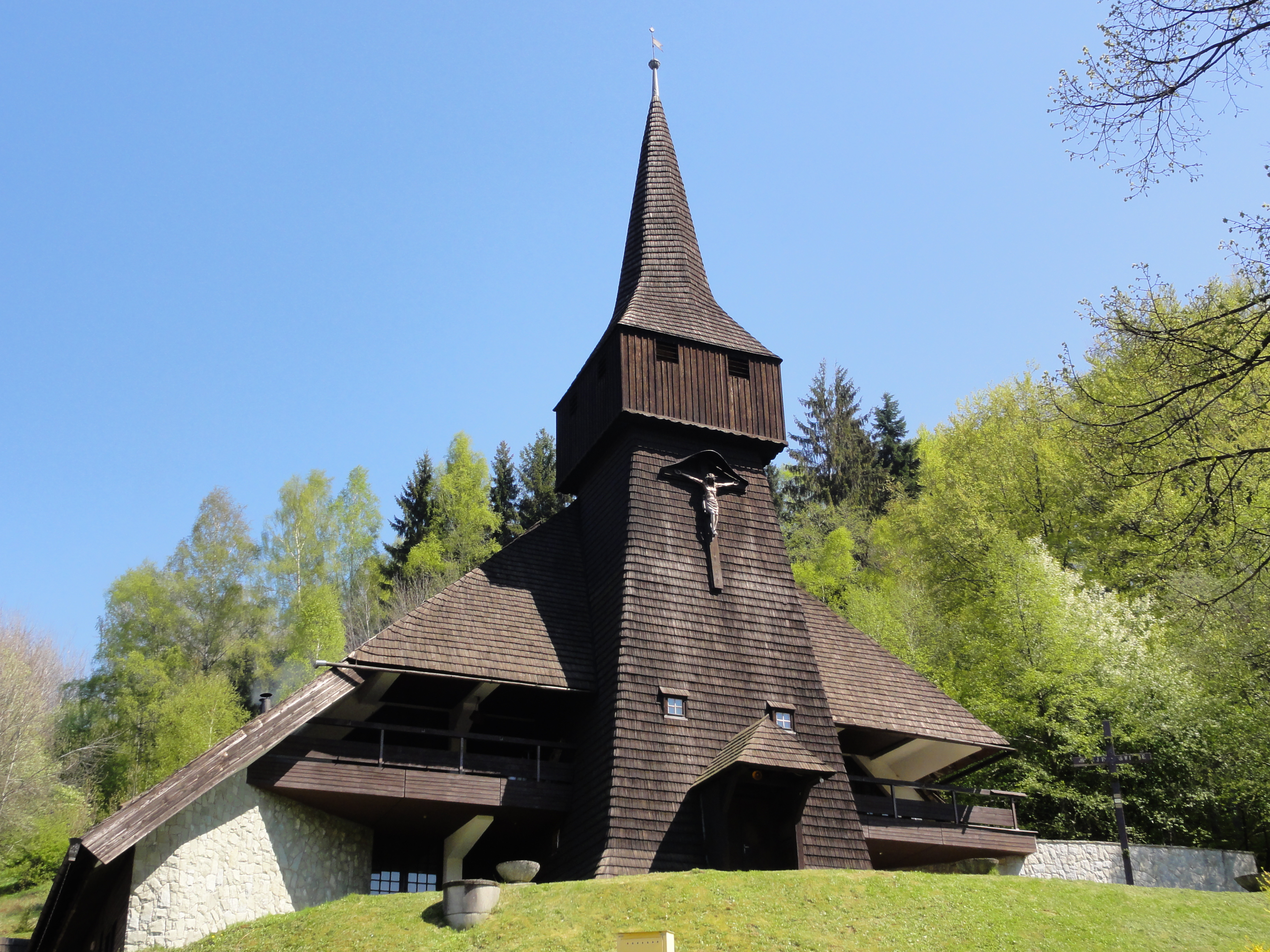
Katholische Heiligkreuzkirche
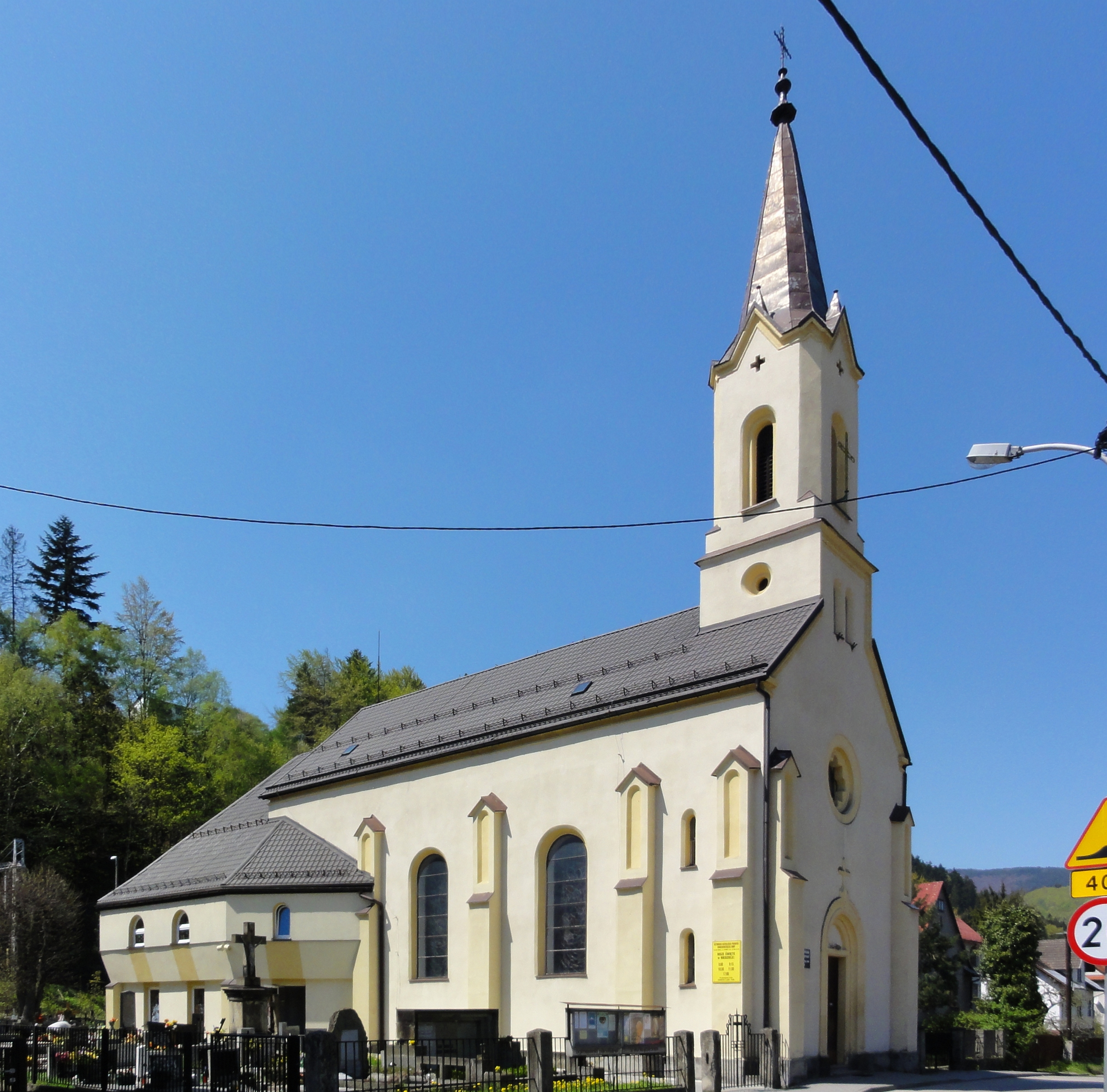
Katholische Marienkirche
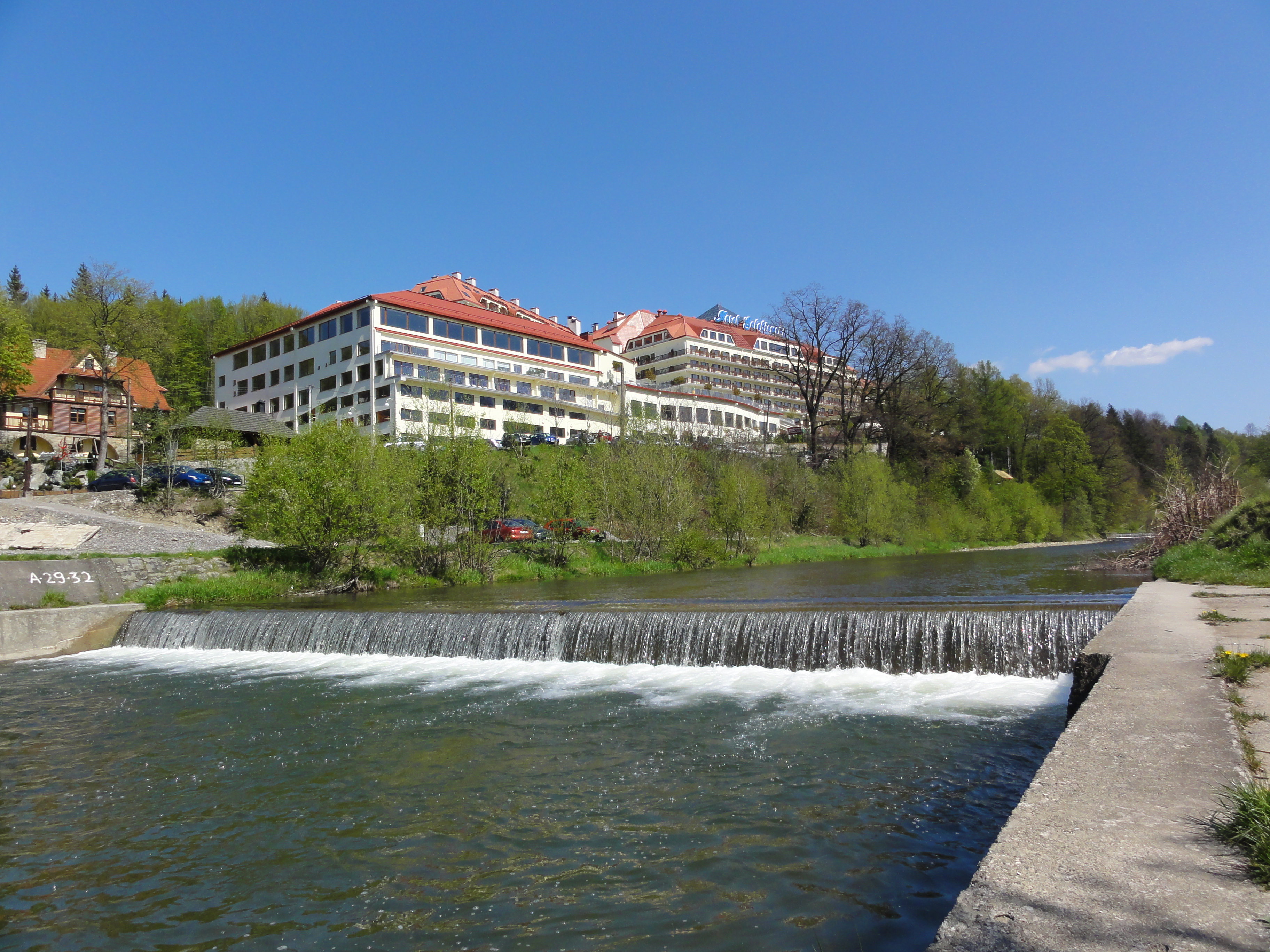
Hotel Gołębiewski
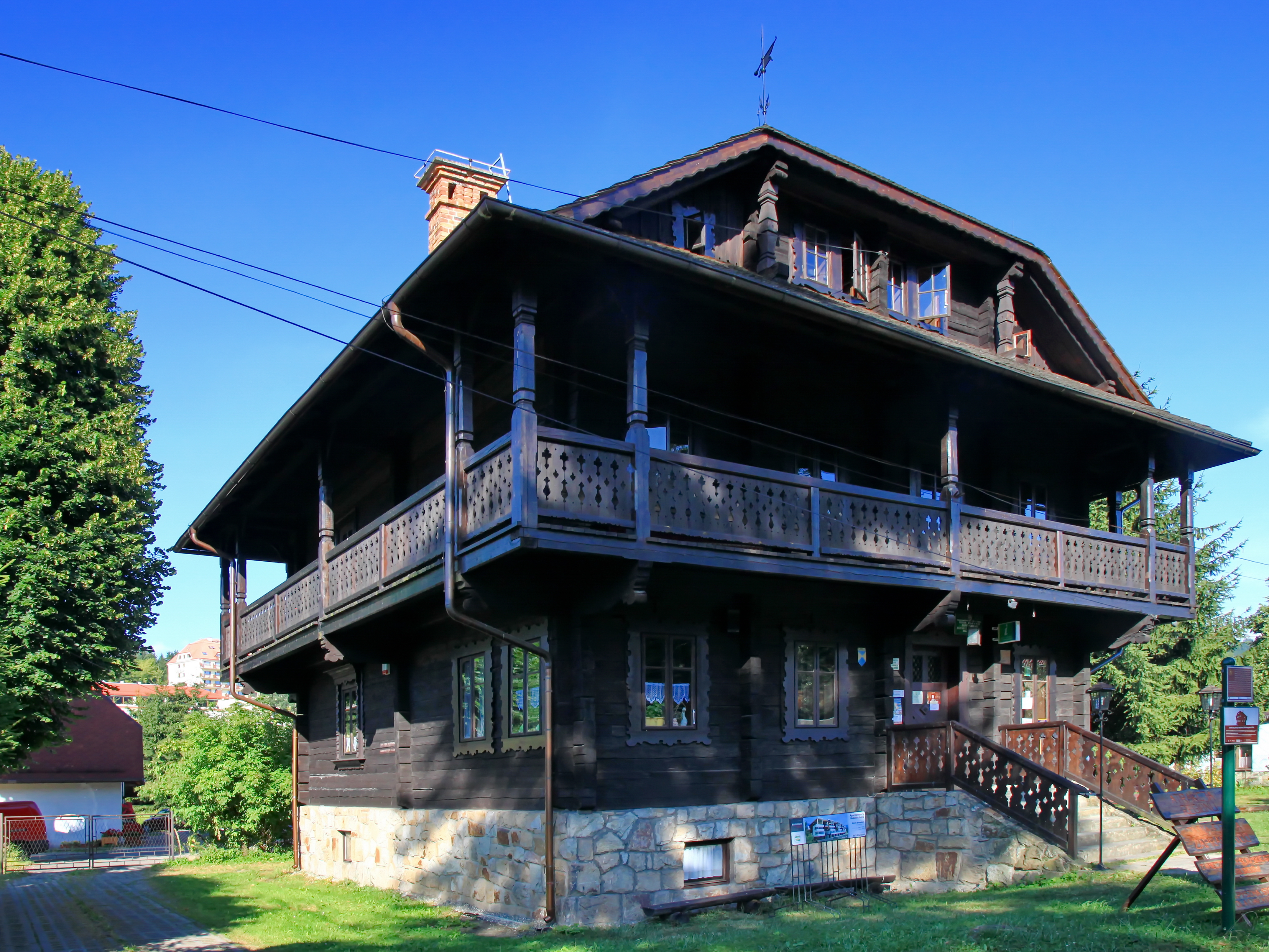
Habsburger Jagdschlösschen
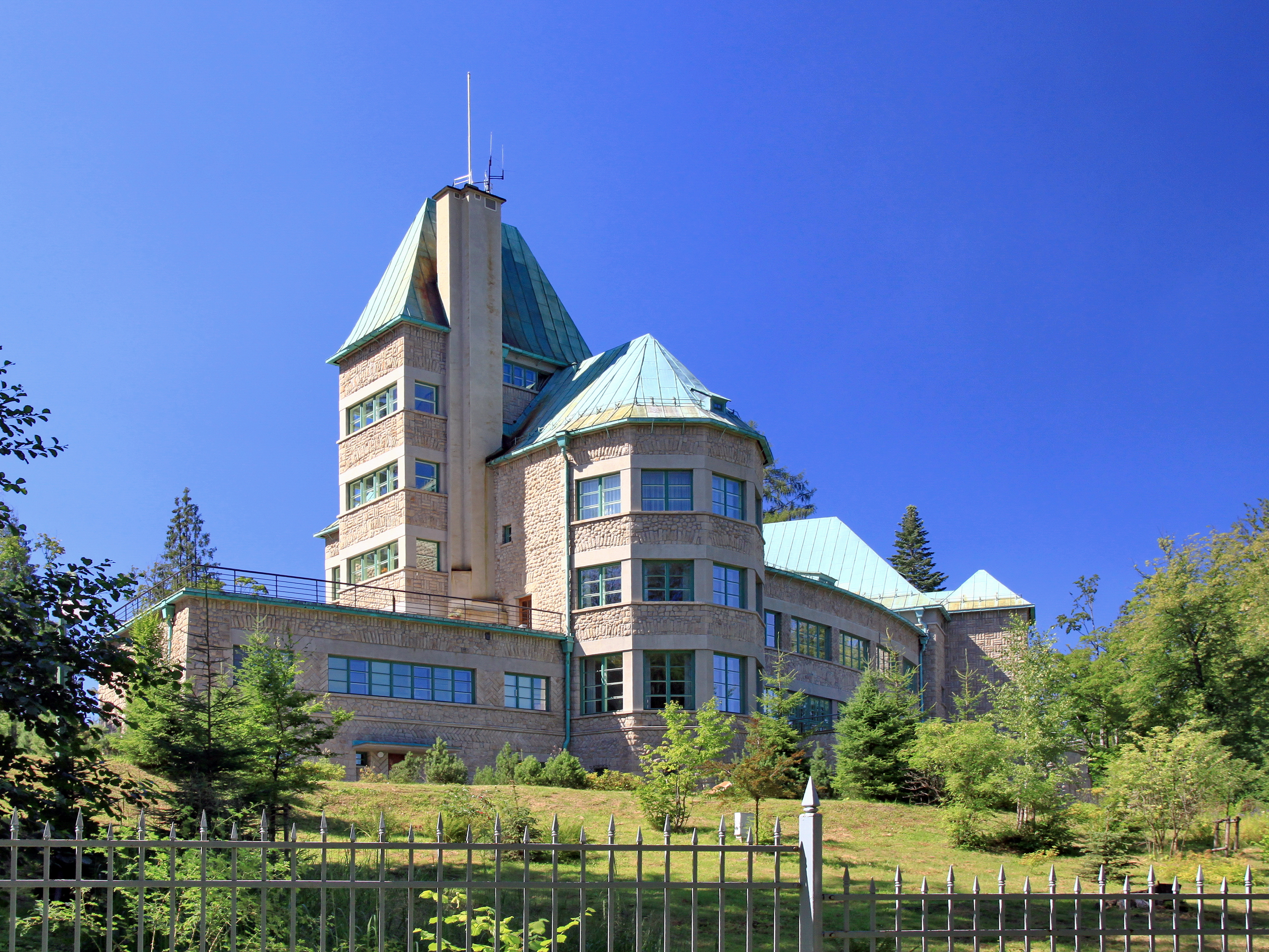
Präsidentenschloss

### Skigebiete

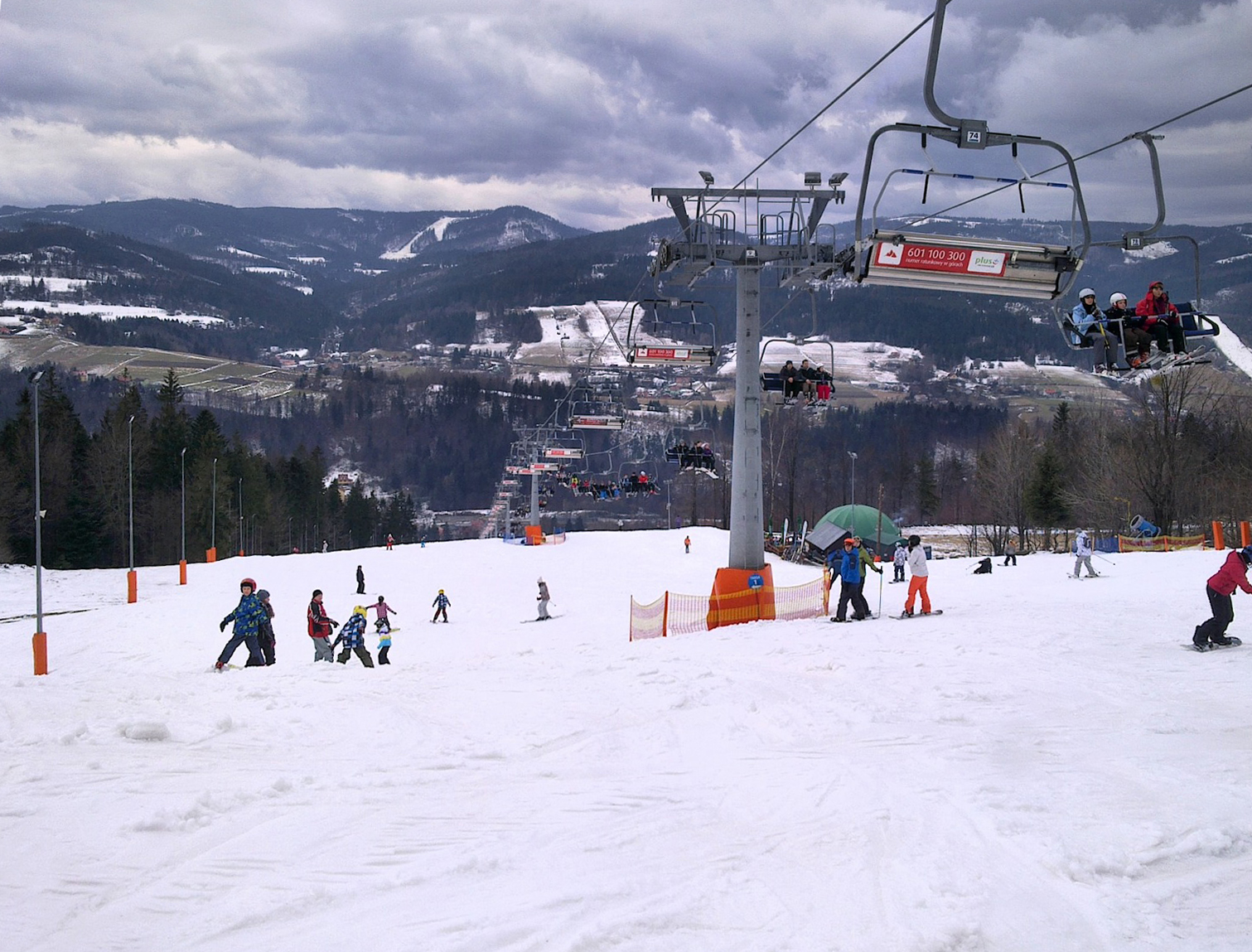
Skigebiet Nowa Osada

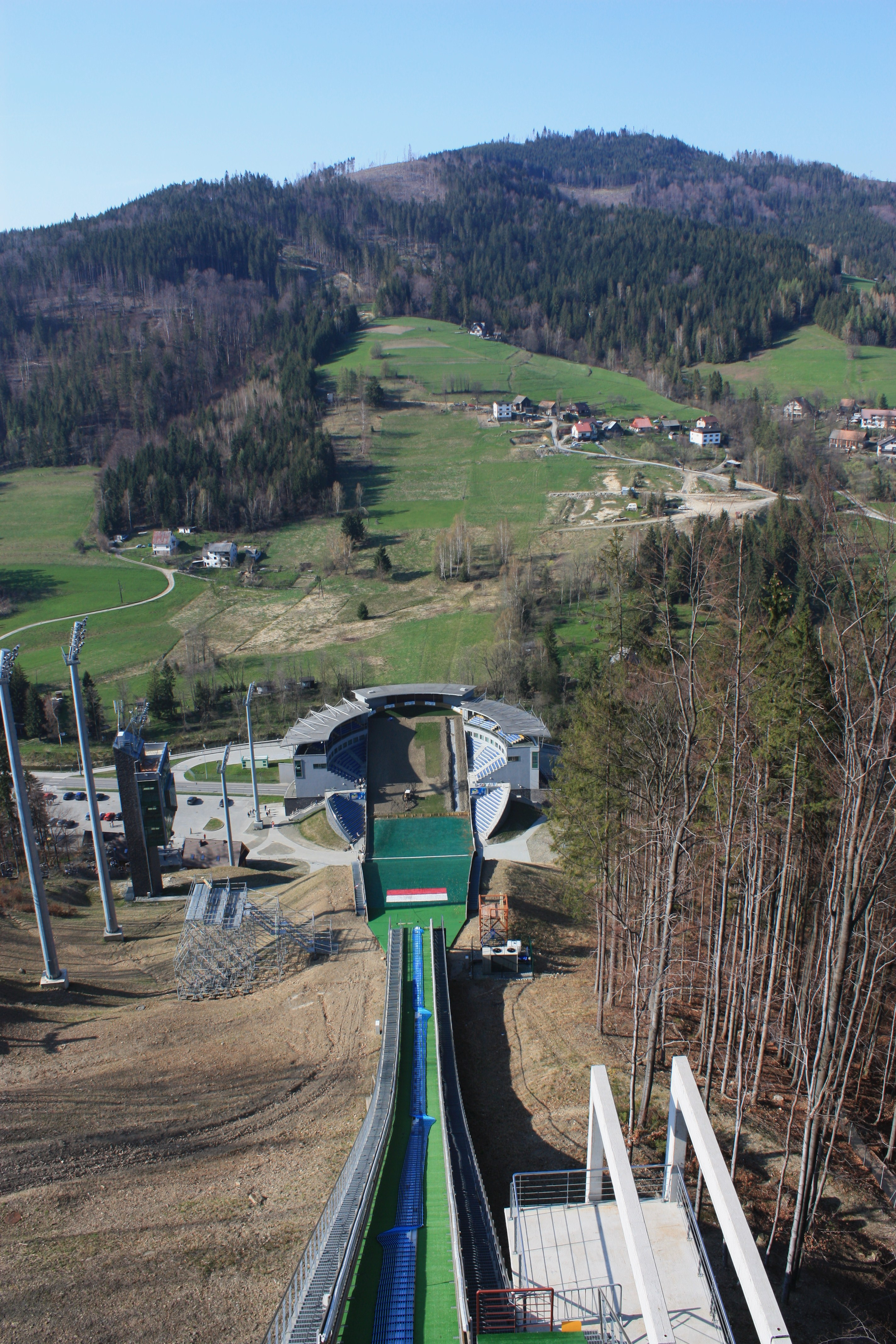
Skisprungschanze Malinka

Auf dem Gemeindegebiet von Wisła befinden sich sieben größere Skigebiete mit ca. 30 Skiliften und 20 km Skipisten.
- Skigebiet Cieńków
- Skigebiet Soszów
- Skigebiet Nowa Osada
- Skigebiet Stożek
- Skigebiet Stok
- Skigebiet Klepki
- Skigebiet Skolnity.

### Skispringen
Auf dem Gemeindegebiet von Wisła befinden sich zwei Skisprungschanzen.
- Centrum
- Adam-Małysz-Schanze-Malinka

### Wanderwege

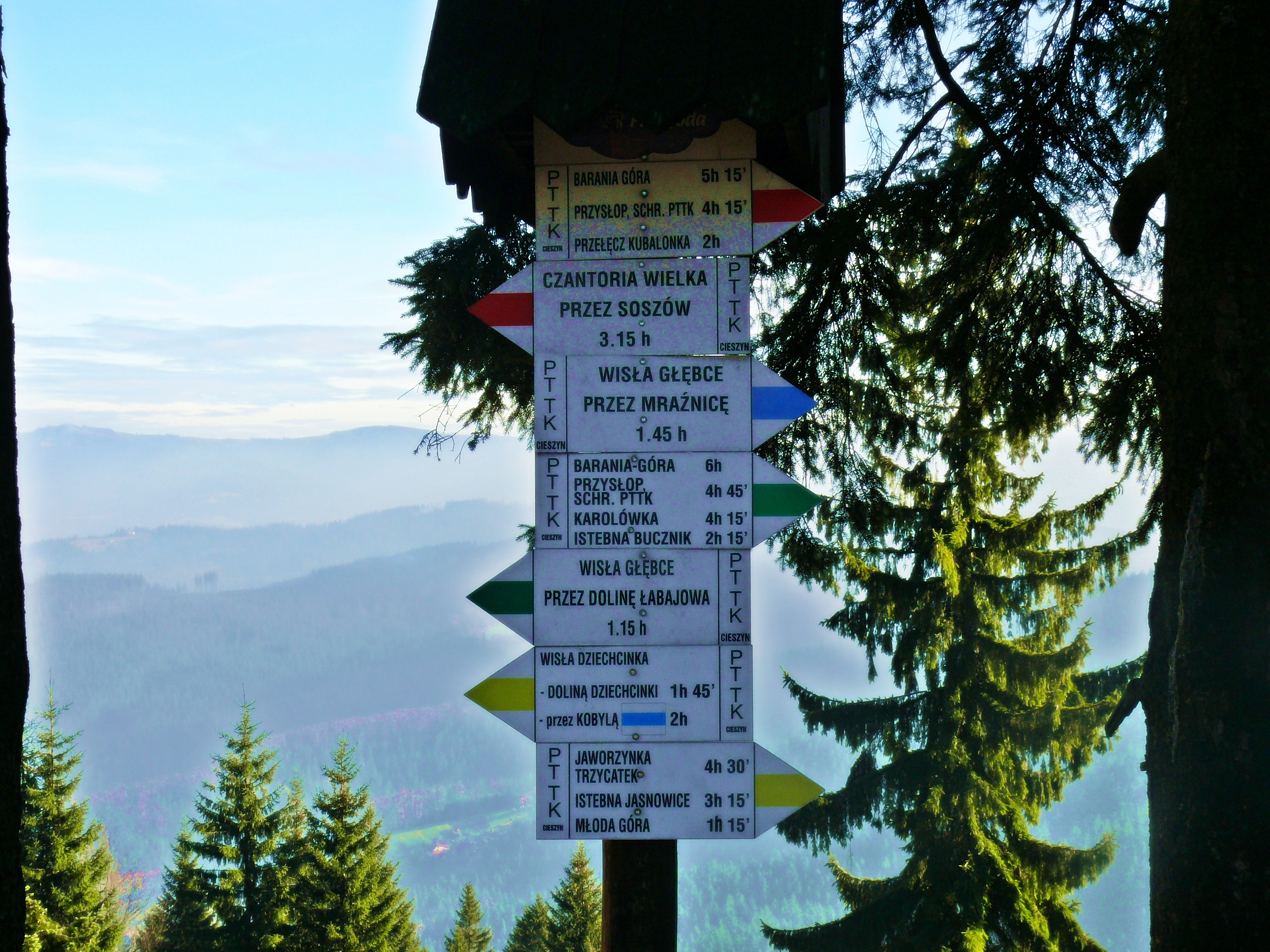
Wanderweg am Stożek Wielki

In Wisła beginnen zahlreiche markierte Wanderwege, die in die Schlesischen Beskiden führen, u. a. der Beskiden-Hauptwanderweg:
- ▬ Rozstaje nad Istebną Pietraszonką – Karolówka
- ▬ Wisła Jawornik – Przełęcz Beskidek
- ▬ Głębce  – Nowa Osada
- ▬ Czarne – Tal der Czarna Wisełka
- ▬ Gościejów – Gipfel Gościejów
- ▬ Głębce – Łabajów Stożek Wielki – Kiczory
- ▬ Głębce – Kubalonka Gipfel Kubalonka – os. Kozińce – Nowa Osada – os. Wróblonki – Smrekowiec
- ▬ Malinowska Skała – Magurka Wiślańska – Barania Góra – Przysłop – Karolówka
- ▬ Wisła – os. Zdejszy – Wierch Skalnity – os. Skolnity – Soszów Wielki
- ▬ Wisła Dziechcinka – Stożek Wielki – Kiczory
- ▬ Wisła Uzdrowisko – Trzy Kopce Wiślańskie – Przełęcz Salmopolska
- ▬ Głębce – os. Kozińce – Kubalonka – Szarcula
- ▬ Nowa Osada – Cieńków Niżni – Cieńków Wyśni – Gawlasi Groń
- ▬ Wisła Uzdrowisko – Wisła Jawornik – Berghütte Soszów
- ▬ Wisła Dziechcinka – os. Kobyla
- ▬ Głębce – os. Mrozków – Stożek Wielki
- ▬ Czarne – Tal der Biała Wisełka – Barania Góra – Przysłop – Karolówka
- ▬ Czantoria Wielka – Soszów Wielki – Stożek Wielki – Kubalonka – Przysłop – Barania Góra – Magurka Wiślańska (Teil des Beskiden-Hauptwanderwegs)
- ▬ Przełęcz Salmopolska – Malinów – Malinowska Skała

### Radfernweg

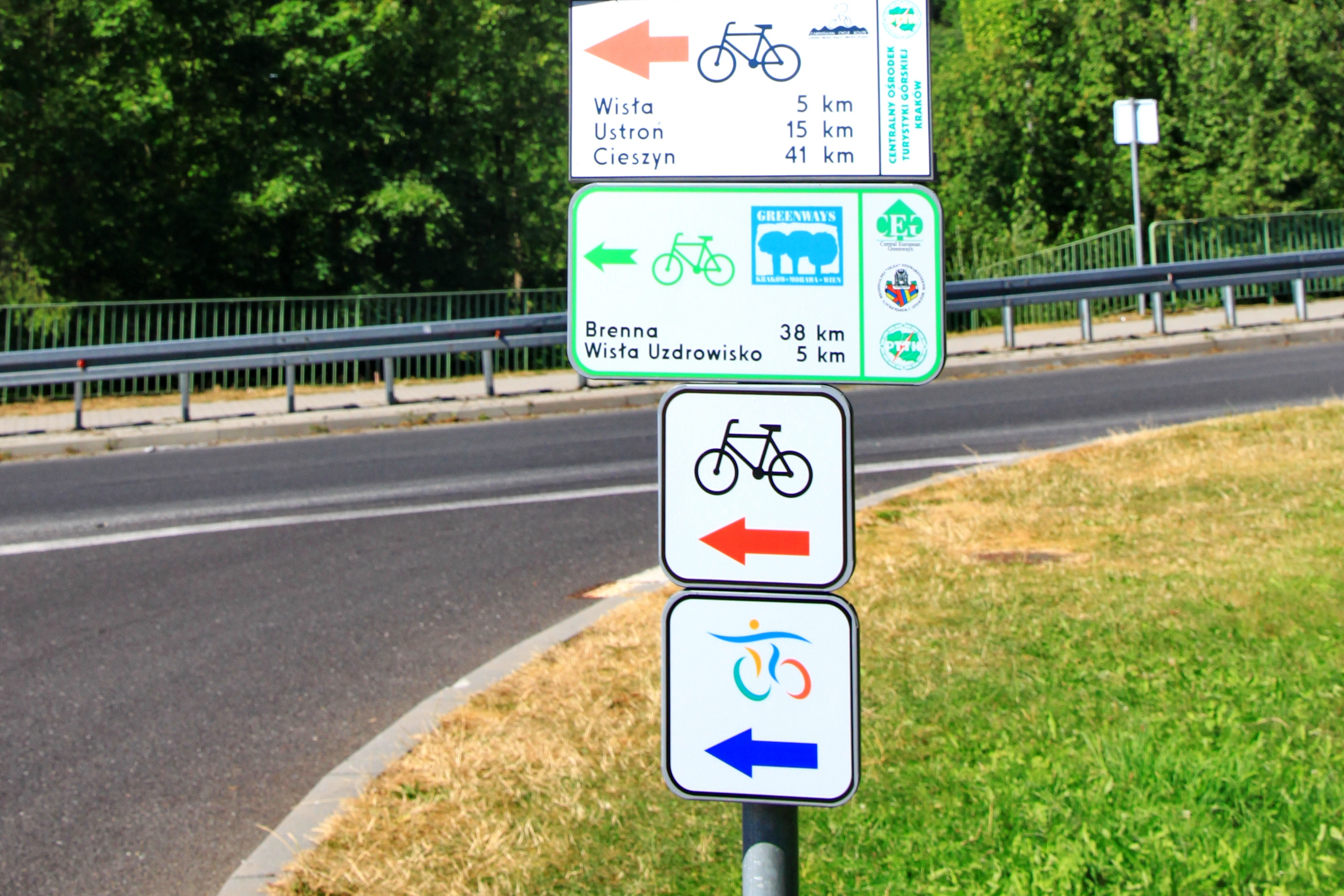
Radfernwege

Durch Wisła verlaufen vier Radfernwege:
- ▬ Weichsel-Radweg
- ▬ Radweg 24C um die Euroregion Teschener Schlesien
- ▬ Karpaten-Hauptradweg
- Radweg Greenways Krakau – Mähren – Wien

## Lokale Medien
Von 1993 bis 1999 erschien die Monatszeitschrift Informator Miejski Wisły, die im Februar 1999 eingestellt wurde. Ab März 1999 erscheint die Monatszeitschrift Echo Wisły.

## Einwohnerentwicklung
- 1910: 04.599 Einwohner
- 1961: 08.692
- 1970: 09.684
- 2007: 11.320[2]

## Politik

### Bürgermeister
An der Spitze der Verwaltung steht der Bürgermeister. Dies ist Tomasz Bujok, der 2018 mit 92,4 % der Stimmen und 2024 mit 83,8 % der Stimmen jeweils ohne Gegenkandidaten gewählt wurde.

### Stadtrat
Der Stadtrat von Wisła besteht aus 15 Mitgliedern. Bei den Wahlen 2018 und 2024 wurden die Kandidaten des Wahlkomitees „Wiślanie“ jeweils in stiller Wahl gewählt.

### Städtepartnerschaften
Wisła hat folgende Partnerstädte:
- Hukvaldy, Tschechien
- Bully-les-Mines, Frankreich
- Rheinhausen im Breisgau, Deutschland
- Čoka, Serbien

## Persönlichkeiten
- Jan Kawulok (* 1946 in Wisła; † 2021), polnischer Skispringer und Skisprungtrainer
- Jerzy Pilch (* 1952 in Wisła; † 2020 in Kielce), polnischer Schriftsteller
- Adam Małysz (* 1977 in Wisła), polnischer Skispringer
- Rafał Śliż (* 1983 in Wisła), polnischer Skispringer
- Mateusz Wantulok (* 1987 in Wisła), polnischer Nordischer Kombinierer
- Paweł Słowiok (* 1992 in Wisła), polnischer Skispringer und Skilangläufer

## Panorama

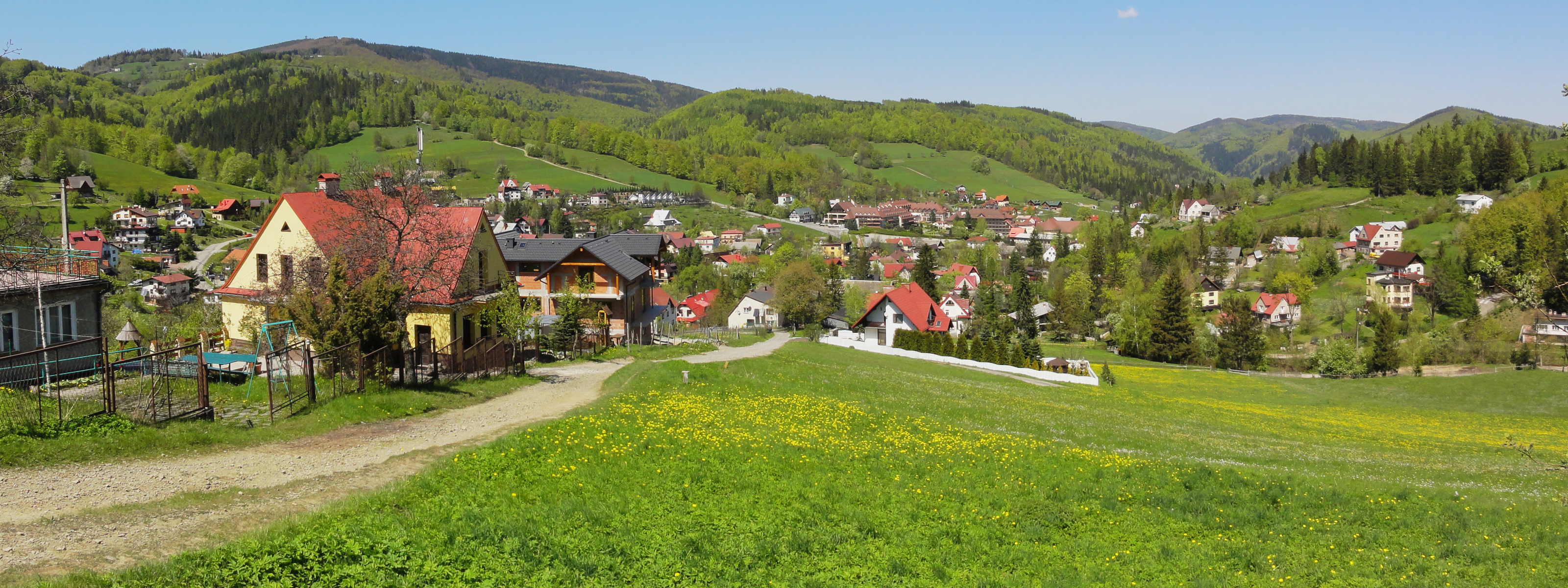
Blick von dem nordwestlichen Ortsteil Jawornik auf Wisła